# Valentina Vargas
Valentina Vargas Lifscchits (Santiago de Chile; 31 de diciembre de 1964) es una actriz y cantante chilena nacionalizada francesa, que alcanzó fama mundial por su interpretación de la joven campesina sin nombre en la película de Jean-Jacques Annaud El nombre de la rosa, basada en la novela homónima de Umberto Eco.
Casi toda su carrera artística la ha realizado en Francia, donde se crio.

## Biografía
Valentina Vargas comenzó su carrera en el arte dramático dentro del Taller de Tania Balachova en París y más tarde en la Escuela Yves Pignot en Los Ángeles. Su carrera cinematográfica comenzó con la filmación de tres cintas en el cine francés contemporáneo: Estrictamente personal (Strictly Personal), de Pierre Jolivet, El gran azul (Big Blue), de Luc Besson, y El nombre de la rosa, de Jean-Jacques Annaud. A lo largo de los años, Vargas también trabajó con Samuel Fuller en Calle sin retorno (Street of No Return), con Miguel Littín en Los náufragos y Alfredo Arias en Fuegos.
Valentina Vargas habla perfectamente español, francés e inglés. Esto le facilitó participar en películas tan variadas como la película de terror cinematográfica Hellraiser: Bloodline y la comedia Chili con carne, de Thomas Gilou. Apareció junto a Jan-Michael Vincent en Dirty Games, con Malcolm McDowell y Michael Ironside en Cruz sureña (Southern Cross), y con James Remar en la película alemana The Tigress.
Después de su actuación en Bloody Mallory, donde interpretó a "la maliciosa", recurrió a papeles para la televisión. Inicialmente participó en una versión de la miniserie franco-anglo-canadiense para TV llamada Les Liaisons dangereuses, dirigida por Josée Dayan, protagonizando esta producción con Catherine Deneuve, Rupert Everett, Leelee Sobieski y Nastassja Kinski.
Más adelante trabajó en proyectos como Ilusiones ópticas, del director Cristián Jiménez, actuando junto a Paola Lattus y Eduardo Paxeco; El rostro del asesino (Faces in the Crowd), dirigida por Julien Magnat, protagonizada junto a Milla Jovovich y Julian McMahon; y La noche de enfrente (Night Across the Street), dirigida por Raul Ruíz, y compartiendo papel con el actor Christian Vadim.

## Filmografía

### Cine y televisión
- La belle-mère, o La Madrastra (1978)
- Strictement personnel (1985) - Le masseuse (La masajista)
- Le flair du petit docteur (1986) (TV Episode) - Campesina mendiga
- El nombre de la rosa (1986)
- Fuegos (1987) - Margarita
- Piazza Navona (1988) (TV) - Perla
- El gran azul (1988) - Bonita
- Dirty Games (1989) - Nicola Kendra
- Street of No Return, o Calle sin Retorno (1989) - Celia
- The Tigress (1992) - Pauline
- El aliento del diablo (1993)
- Twin Sitters (1994) - Lolita
- Los Náufragos (Chile, 1994) - Isol
- Hellraiser: Bloodline (1996) - Angelique
- Southern Cross (1999) - Mariana Flores
- Air America (1999) (TV) - Celia
- Chili con carne (1999) - Inés
- Bloody Mallory (2002) - Lady Valentine
- L'Été de Chloé (2002) (TV) - Agnès
- Un homme en colère (2002) (TV) - Laura
- Dangerous Liaisons (2003) (TV) - Emilie
- Le Caprice des cigognes (2006) (TV) - Anna
- Fête de famille (2006) - Mónica
- Héroes (Chile, 2007) (TV) - Sofía Linares
- All Inclusive, o Todo Incluido, (2008) - Carmen
- Mea culpa (Chile, 2008) (TV)
- Ilusiones ópticas (Chile, 2009) - Rita
- Faces in the Crowd (El rostro del asesino) (2011) - Nina
- La Noche de Enfrente, o Night Across the Street (2012) - Nigilda
- Johnny 100 pesos: Capítulo 2 (Chile, 2017) - María Francisca

## Discografía
En solitario
- Tiger in a Dress (1992)
- Bit of Sun (2016)
- Canto a los Cuatro Vientos (2018)